# Rivière Bonaventure Ouest
Pour les articles homonymes, voir Bonaventure.
Ne doit pas être confondu avec Rivière-Bonaventure.
La rivière Bonaventure Ouest coule dans la région administrative de la Gaspésie-Îles-de-la-Madeleine, au Québec, au Canada. Le cours de la rivière traverse les municipalités régionales de comté de :
- MRC de La Haute-Gaspésie : territoire non organisé du Mont-Albert (cantons de Bonnécamp, de Walbank, de Deville et de Lebret) ;
- MRC de Bonaventure : territoire non organisé de Rivière-Bonaventure, canton de Reboul.

La "rivière Bonaventure Ouest" est un affluent de la rive Ouest de la rivière Bonaventure laquelle coule vers le Sud pour se déverser sur la rive Nord de la Baie-des-Chaleurs. Cette dernière s'ouvre vers l'Est au golfe du Saint-Laurent.

## Géographie
La "rivière Bonaventure Ouest" prend sa source d'un petit lac (longueur : 0,2 km ; altitude : 657 m) enclavé de montagnes dans les Monts Chic-Chocs (faisant partie des Monts Notre-Dame), dans la Réserve faunique des Chic-Chocs en zone forestière à une altitude de 657 m.
L'embouchure de ce lac de tête est située à :
- 0,6 km à l'Est de la limite Ouest du canton de Deslandes ;
- 59,7 km au Nord de la confluence de la "rivière Bonaventure Ouest" ;
- 3,5 km au Nord-Ouest de la route forestière du Parc.

À partir de sa source, la "rivière Bonaventure Ouest" coule sur 73,9 km vers le Sud selon les segments suivants :
Cours supérieur de la rivière (segment de 28,8 km)
- 5,1 km vers le Sud dans le canton de Bonnécamp, jusqu'à un ruisseau (venant du Nord) ;
- 6,3 km vers le Sud-Est, en passant à l'Ouest du Mont Brown, jusqu'à la limite du canton de Walbank ;
- 9,4 km vers le Sud dans le canton de Walbank, jusqu'à la limite du canton de Deville ;
- 8,0 km vers le Sud dans le canton de Deville, jusqu'à un ruisseau (venant de l'Est).

Cours inférieur de la rivière (segment de 45,1 km)
- 5,8 km vers le Sud dans le canton de Deville, jusqu'à un ruisseau (venant de l'Ouest) ;
- 2,8 km vers le Sud-Est, jusqu'à la limite Nord du canton de Lebret ;
- 9,2 km vers le Sud-Est, dans le canton de Lebret, jusqu'à la confluence d'un ruisseau (venant du Nord-Ouest) ;
- 8,2 km vers le Sud-Est, jusqu'à la confluence d'un ruisseau (venant du Nord) ;
- 4,4 km vers le Sud-Est, jusqu'à la limite du canton de Reboul ;
- 6,7 km vers le Sud-Est dans le canton de Reboul, jusqu'à la confluence du "Le Gros Ruisseau" (venant du Nord-Ouest) ;
- 8,0 km vers le Sud, puis vers l'Est, jusqu'à la confluence de la rivière[3].

La "rivière Bonaventure Ouest" se déverse sur la rive Ouest de la rivière Bonaventure dans le canton de Reboul. Cette confluence est située à :
- 4,0 km à l'Est de la limite Ouest du canton de Robidoux ;
- 4,1 km en amont de la confluence de la rivière Reboul ;
- 44,4 km au Nord de l'embouchure du "Havre de Beaubassin" dans lequel se déverse la rivière Bonaventure.

## Toponyme
Le toponyme "rivière Bonaventure Ouest" a été officialisé le 5 décembre 1968 à la Commission de toponymie du Québec